# Muche (film)
Pour l’article homonyme, voir Muche.

Muche est un film français réalisé par Robert Péguy et sorti en 1927.

## Synopsis
Un vagabond nommé « Muche » est pris en charge par Mme Lubin, jeune et charmante divorcée.

## Fiche technique
- Titre alternatif : Je ne comprends pas
- Réalisation : Robert Péguy
- Scénario : Robert Péguy
- Photographie : Joseph Louis Mundviller et Fedor Bourgasov
- Chef décorateur : Ivan Lochakov
- Lieu de tournage : Biarritz, Pyrénées-Atlantiques
- Genre : Tragi-comédie[1]
- Durée :
- Date de sortie:  
  - France : 8 juin 1927

## Distribution
- Nicolas Koline : Muche / Poum
- Elmire Vautier : Madame Lubin
- Madeleine Guitty : La cabaretière
- Jean Aymé : André Rivolet
- Alexej Bondireff : Bourrache